# Robregordo
Robregordo és un municipi de la Comunitat de Madrid. El 2023 tenia 79 habitants.